# هاشم‌آباد (ایلام)
روستای هاشم‌آباد در شهرستان دره‌شهر قرار گرفته و دارای قلعه‌ای تاریخی است که در سال ۱۳۰۳ ساخته شده است. این قلعه در آثار ملی ایران به ثبت رسیده است.